# Condylostylus brunnicosus
Condylostylus brunnicosus är en tvåvingeart som beskrevs av Frey 1925. Condylostylus brunnicosus ingår i släktet Condylostylus och familjen styltflugor. Inga underarter finns listade i Catalogue of Life.